# العلاقات العسكرية بين إسرائيل والولايات المتحدة

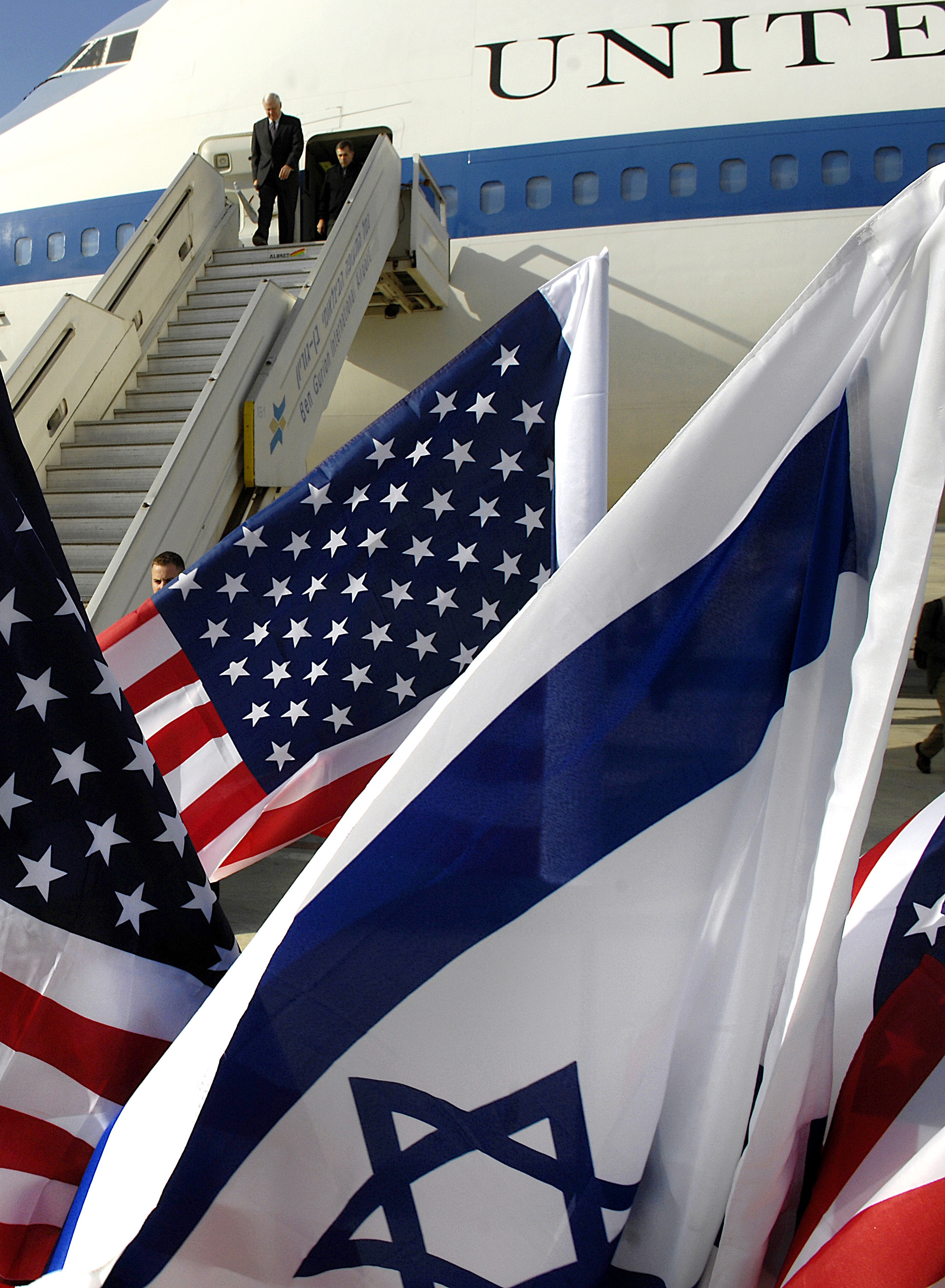

العلاقات العسكرية بين إسرائيل والولايات المتحدة وثيقة للغاية  ،فيما يتعلق بكل المصالح المشتركة الأمنية في الشرق الأوسط، يدعم هذه العلاقات التأثير للوبي الإسرائيلي في الولايات المتحدة.
إسرائيل هي أكبر مستفيد من مجموع المساعدة الاقتصادية والعسكرية المباشرة من الولايات المتحدة منذ الحرب العالمية الثانية، وكانت أكبر متلق سنوي من 1976 حتى 2003. منذ بداية الحرب على العراق في عام 2003 ،تجاوز العراق إسرائيل بوصفها أكبر متلق للمساعدات الأميركية السنوية.
كمشتر ومستخدم رئيسي للمعدات العسكرية الأمريكية، إسرائيل أيضا تشارك في التطوير المشترك للتكنولوجيا العسكرية وتشارك في المناورات العسكرية المشتركة التي تشمل الولايات المتحدة وغيرها من القوات الصديقة.

## نظرة عامة
بعد الحرب العالمية الثانية، شهد العالم تدخل مكثف من قبل الولايات المتحدة في الشؤون السياسية والاقتصادية لمنطقة الشرق الأوسط.
خلال سدة رئاسة ترومان كان على الولايات المتحدة أن تحدد سياستها في جميع القطاعات الثلاثة التي وفرت الأسباب للمصالح الأميركية في المنطقة:
الخطر السوفياتي، ولادة إسرائيل،والبترول.
خلال السنوات العشرين الأولى التي بعد استقلال إسرائيل، كانت سياسة الولايات المتحدة في الشرق الأوسط مدفوعا من قبل اثنين الشواغل الرئيسية للسياسة العامة :منع حدوث سباق تسلح  في الشرق الأدنى، ومنع انتشار نفوذ سوفياتي.إدارة أيزنهاور صدرت الإعلان الثلاثي لعام 1950 لهذه الأسباب، وكذلك لضمان الوضع الراهن الذي تحدده اتفاقات الهدنة لعام 1949. الراعية العسكرية الرئيسية لإسرائيل كانت في ذلك الوقت فرنسا،التي دعمت إسرائيل عن طريق تزويدها لمعدات عسكرية متطورة وتكنولوجيا، مثل داسو ميستر الطائرا القاذفة المقاتلة،فإن حكومة الولايات المتحدة قاومت ضغوط من جانب إسرائيل والدول العربية في المنطقة لبيعها أسلحة متطورة.في استجابة لتوريد طائرات مقاتلة متطورة من الاتحاد السوفياتي إلى العراق والجمهورية العربية المتحدة،في عام 1962 وافقت الحكومة الأمريكية على بيع إم آي إم-23 هوك مضادة للطائرات لإسرائيل.تمت الموافقة على نظام هوك باعتبار أنه سلاح دفاعي. في وقت لاحق، عندما هددت الأردن بالتوجه إلى الاتحاد السوفيتي للأسلحة، وافقت الولايات المتحدة على بيع الدبابات والطائرات إلى الأردن من أجل منع انتشار نفوذ سوفياتي، وفي المقابل، وافقت على بيع أنظمة مماثلة لإسرائيل.
خلال أوائل الستينات، سعت الحكومة الأميركية لإنشاء نظام إقليمي لاتفاق حد التسلح في الشرق الأوسط. المبادرة فقدت قوتها في أوائل عام 1965 بعد أن تكشف ان الولايات المتحدة كانت غير مباشرة توريد الأسلحة إلى إسرائيل عبر ألمانيا الغربية منذ عام 1962 ،بموجب شروط اتفاق سري لعام 1960 لتزويد إسرائيل بلأسلحة قيمتها تصل إلى نحو 80 مليون دولار.ما تبقى من اتفاق تم الوفاء به علنا، وإسرائيل تلقت شحنات دبابات M48 باتون في عام 1965 وألف - 4E طائرة مهاجمة سكاي هوك في عام 1968.